# Fiat 500L
Fiat 500L är en liten MPV, tillverkad av Fiat mellan 2012 och 2022.
På Genèvesalongen i mars 2012 introducerade Fiat en ersättare till Idea-modellen. Fiat har valt att bygga vidare på 500-namnet, med tillägg av ett ”L” för Large. Bilen byggs i staden Kragujevac i Serbien.
Consumer Reports utsåg denna bil till årets sämsta nya "compact car" under 2017, vilket bland annat baserades på låg tillförlitlighet, stort antal missnöjda kunder, samt låga poäng på ett frontalkrocktest.
Varianter:
| Modell       | Årsmodell | Motor               | Cylindervolym | Effekt | Bränslesystem             |
| ------------ | --------- | ------------------- | ------------- | ------ | ------------------------- |
| 0.9 TwinAir  | 2013-     | 2-cyl radmotor DOHC | 875 cm³       | 85 hk  | Bränsleinsprutning, turbo |
| 1.3 Multijet | 2013-     | 4-cyl radmotor DOHC | 1248 cm³      | 75 hk  | Turbodiesel               |
| 1.3 Multijet | 2013-     | 4-cyl radmotor DOHC | 1248 cm³      | 95 hk  | Turbodiesel               |
| 1.4          | 2013-     | 4-cyl radmotor SOHC | 1368 cm³      | 77 hk  | Bränsleinsprutning        |
| 1.4 MultiAir | 2013-     | 4-cyl radmotor DOHC | 1368 cm³      | 105 hk | Bränsleinsprutning        |